# (1792) Reni
(1792) Reni ist ein Asteroid des Hauptgürtels, der am 24. Januar 1968 von der russischen Astronomin L. I. Tschernych am Krim-Observatorium in Nautschnyj (IAU-Code 095) entdeckt wurde.
Der Asteroid ist zu Ehren des sowjetischen Astronomen Alexander Deitsch nach dessen Geburtsort Reni in der südlichen Ukraine benannt.